# 关庙镇 (宿迁市)
关庙镇，是中华人民共和国江苏省宿迁市宿豫区下辖的一个乡镇级行政单位。

## 行政区划
关庙镇下辖以下地区：
关庙社区、崇河社区、乔口社区、二元村、董圩村、永平村、仁和村、泰山村、董墩村、长兴村、水汉村、卓庄村、林河村和陆相村。